# Ерік Маєчак
Ерік Маєчак (нім. Erik Majetschak, нар. 20 січня 2000) — німецький футболіст, півзахисник «РБ Лейпциг».

## Клубна кар'єра
Вихованець «РБ Лейпциг». 2 серпня 2018 року дебютував за лейпцизьку команду, вийшовши на заміну на 64-й хвилині замість Еміля Форсберга у матчі другого кваліфікаційного раунду Ліги Європи УЄФА проти шведського клубу «Геккен» (1:1)